# Николаевский округ (Дальневосточный край)
Николаевский округ — административно-территориальная единица Дальневосточного края, существовавшая в 1926—1930 годах.
Николаевский округ был образован в 1926 году. Центром округа был назначен город Николаевск-на-Амуре. В состав округа были переданы территории Николаевского уезда (за исключением южной части Больше-Михайловской волости); Нижне-Тамбовской и Северной части Троицкой волостей Хабаровского уезда Приморской губернии; Охотского уезда Камчатской губернии.
Первоначально округ был разделён на 7 районов: Больше-Михайловский, Кербинский, Нижне-Тамбовский, Николаевский, Ольский, Охотский и Тугур-Чумуканский.
30 июля 1930 Николаевский округ, как и большинство остальных округов СССР, был упразднён. Его районы отошли в прямое подчинение Дальневосточного края.
Население округа в 1926 году составляло 35,2 тыс. человек (без иностранцев, которых было 2,7 тыс.). Из них русские — 49,0 %; эвенки — 13,9 %; нанайцы — 8,1 %; нивхи — 6,7 %; украинцы — 5,0 %; корейцы — 3,0 %; ульчи — 2,1 %; якуты — 2,0 %; негидальцы — 1,9 %; ительмены — 1,3 %; татары — 1,1 %.